# Contre Venise
Contre Venise est un ouvrage de l’écrivain et universitaire français Régis Debray, publié en 1995, aux éditions Gallimard.

## Résumé
Dans ce court ouvrage, entre l'essai et le pamphlet, Régis Debray s'attaque à la ville de Venise, dont il considère la renommée infondée. Pour l'auteur, « Venise n'est pas une ville, mais une représentation d'une ville. ». Il déplore que la Sérénissime n'existe pas en tant que ville, mais en tant que lieu hybride, mi-musée mi-théâtre : « La ville des théâtres, de l'opéra et des bals est elle-même un théâtre. ». Pour Régis Debray, visiter Venise, c'est faire partie d'une pièce de théâtre, d'un jeu, dont les touristes sont les acteurs, et les rares habitants les figurants : c'est une vaste comédie dont il déplore le ridicule et l'inutilité.
En parallèle de cette critique de la cité des Doges, il fait l'éloge de Naples, et invite le lecteur à s'y rendre, plutôt qu'à Venise. En effet, il trouve à Naples une authenticité et une âme qu'il lui manque à Venise : « Naples n'est pas une ville d'art pour la raison que les images y sont encore vivantes. ».

## Citations
- « Ne consommez pas du Venise, drogue qui n'est douce qu'au premier "voyage"[1]. »
- « Enlevez ses spectateurs, ses figurants à Venise, elle déprime et s'effondre en une semaine[1]. »

## Éditions
- Paris, Gallimard, coll. « Blanche », 1995 ;
- Paris, Gallimard, coll. « Folio » (poche), 1997.